# Visión

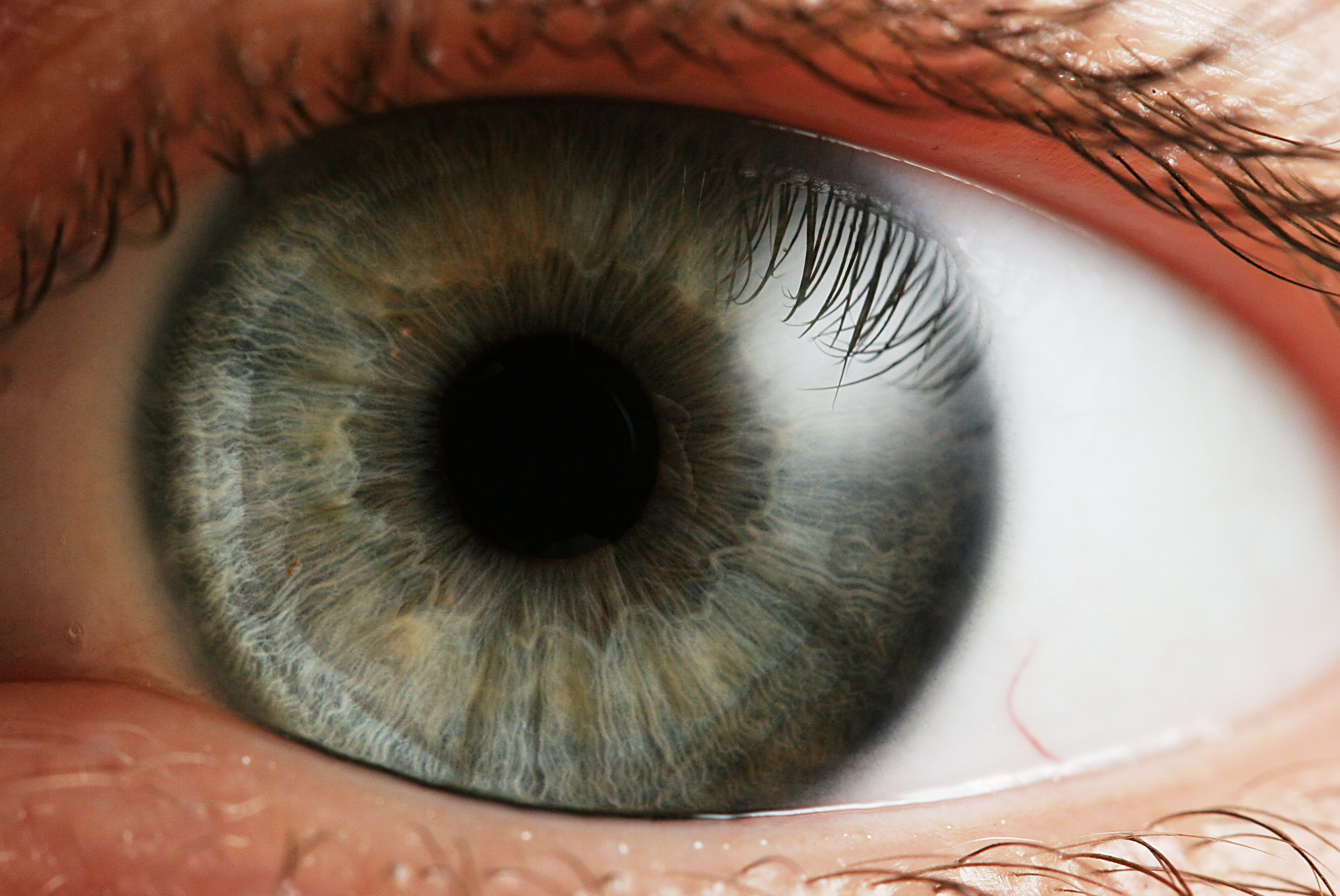
Ojo humano.

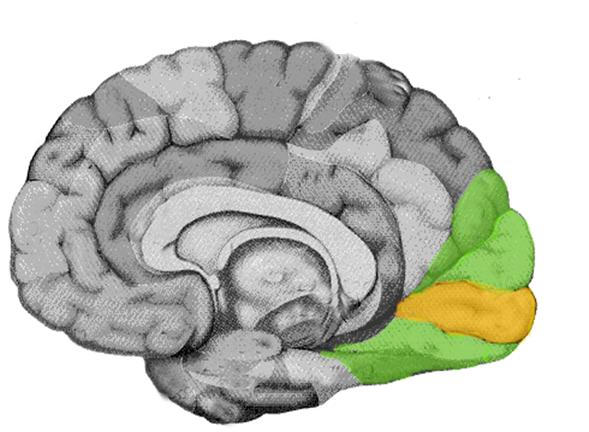
Corte del cerebro humano en el que puede apreciarse la corteza visual primaria cuya lesión ocasiona ceguera cortical.

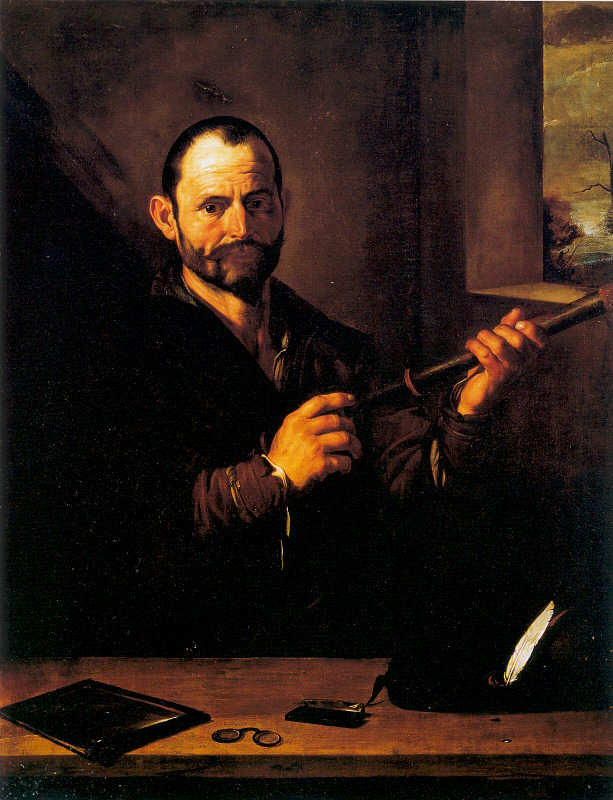
Alegoría de la vista, de José de Ribera.

Se llama visión a la capacidad de interpretar el entorno gracias a los rayos de luz que alcanzan al ojo. La visión o sentido de la vista es una de las principales capacidades sensoriales de los humanos y de muchos otros animales.

## Características generales
El sentido de la vista o visión es posible gracias a un órgano receptor, el ojo, que recibe las impresiones luminosas y las transforma en señales eléctricas que transmite al cerebro por las vías ópticas. El ojo es un órgano par situado en la cavidad orbitaria. Está protegido por los párpados y por la secreción de la glándula lagrimal, tiene capacidad para moverse en todas direcciones gracias a los músculos extrínsecos del globo ocular. La propiedad esencial que hace posible la visión es la fotosensibilidad que tiene lugar en células receptoras especializadas que contienen sustancias químicas capaces de absorber la luz para producir un cambio fotoquímico.
Cuando la luz penetra en el ojo, esta pasa a través de la córnea, la pupila y el cristalino, para llegar a la retina, donde la energía electromagnética de la luz se convierte en impulsos nerviosos que por medio del nervio óptico son enviados hacia el cerebro para su procesamiento por la corteza visual. En el cerebro tiene lugar el complicado proceso de la percepción visual gracias al cual somos capaces de percibir la forma de los objetos, identificar distancias, detectar los colores y el movimiento. La retina es una de las regiones más importantes del ojo y contiene unas células especializadas llamadas conos y bastones que son sensibles a la luz.
La lesión de cualquiera de las estructuras del sistema visual puede causar ceguera aunque el resto no presente ninguna alteración. En la ceguera cortical, por ejemplo, ocasionada por una lesión en la región occipital del cerebro, se produce pérdida completa de visión aunque el ojo y el nervio óptico no presentan ninguna anomalía.

## Historia
Las teorías acerca del funcionamiento de la visión comenzaron con los filósofos presocráticos, según los cuales el ojo estaba constituido de agua y fuego. Según el modelo activo de la visión que se ha atribuido de manera tradicional a Pitágoras y Euclides, el ojo emite un haz de rayos que viaja por el espacio y toca los objetos provocando la sensación de visión. La explicación contraria es el modelo pasivo de la visión que fue defendido entre otros por Demócrito y Lucrecio; según esta teoría, los objetos envían imágenes de sí mismos hacia el espacio que los envuelve. El aire estaría por lo tanto lleno de imágenes inmateriales que se desplazarían en todas direcciones, y el ojo es un instrumento pasivo con la función de captarlas.
El estudio científico de la percepción visual comenzó con Alhacén, nacido en 965 d. C. en Basora, pero sus ideas, que rechazaban la teoría de la emisión, tardaron en admitirse en Occidente. Isaac Newton fue su principal seguidor y continuador en el siglo XVIII, y en el siglo XIX lo fue Hermann von Helmholtz, médico alemán autor del Handbuch der Physiologischen Optik / Tratado de óptica fisiológica. En el siglo XXI los modelos que explican el fenómeno de la visión son multidisciplinares, pues tienen en cuenta tanto los aspectos fisiológicos como los neurológicos y psicológicos. Actualmente se considera que el ojo actúa como receptor, mientras que el proceso perceptivo tiene lugar primordialmente en el cerebro.

## Anatomía ocular

### Capas de la pared del ojo

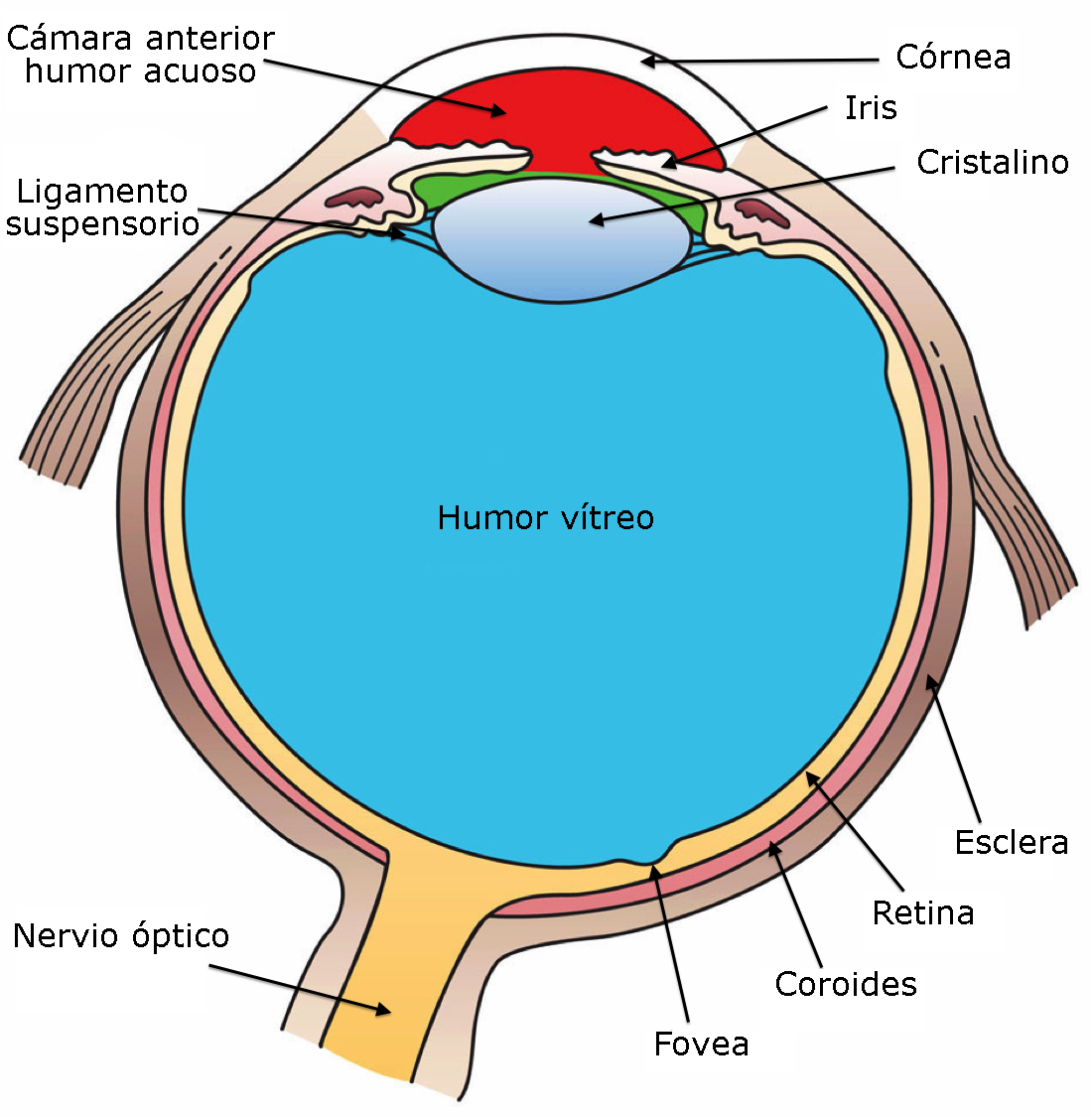
Principales estructuras del ojo humano.

El ojo es el órgano encargado de la recepción de los estímulos visuales. Cuenta con una estructura altamente especializada producto de millones de años de evolución. El ojo humano posee tres envolturas que, de fuera hacia dentro, son:
- Túnica fibrosa externa. Se compone de dos regiones: la esclerótica y la córnea.
  - Esclerótica: Es blanca y opaca, con fibras colágenas tipo I entremezcladas con fibras elásticas; avascular, que brinda protección y estabilidad a las estructuras internas. Cubre la mayor parte del globo ocular, excepto en una pequeña región anterior.
  - Córnea: Es una prolongación anterior transparente, avascular pero muy inervada de la esclerótica, que abulta hacia delante del ojo. Es ligeramente más gruesa que la esclerótica.

- Túnica vascular media (úvea). Está conformada por tres regiones: la coroides, el cuerpo ciliar y el iris.
  - Coroides: Es la porción posterior pigmentada de la túnica vascular media, la cual se une a la esclerótica laxamente y se separa del cristalino mediante la membrana de Bruch.
  - Cuerpo ciliar: Es una prolongación cuneiforme que se proyecta hacia el cristalino y se ubica en la luz del ojo entre el iris (anterior) y el humor vítreo (posterior).
  - Iris: Es la extensión anterior pigmentada de la coroides, cuya función es regular la entrada de luz al ojo mediante la contracción o distensión de la pupila.

- Retina o túnica neural. Es la porción del ojo sensible a la luz, en la que se encuentran las células especializadas llamadas conos y bastones. Se compone de diez capas que, desde el exterior al interior, se denominan epitelio pigmentado, capa de conos y bastones (receptora), membrana limitante externa, capa nuclear externa, capa plexiforme externa, capa nuclear interna, capa plexiforme interna, capa de células ganglionares, capa de fibras del nervio óptico y membrana limitante interna.

## Aspectos histológicos y fisiológicos

### Acomodación

La luz procedente de un objeto lejano y otro cercano inciden en el mismo punto de la retina gracias al cambio en la curvatura del cristalino.

Los rayos paralelos de luz llegan al ojo ópticamente normal (emétrope) y se enfocan sobre la retina. Dependiendo de la especie animal, el enfoque puede resolverse aumentando la distancia entre el cristalino y la retina o aumentando la curvatura o el poder refringente del cristalino, como ocurre en los mamíferos.
Al mecanismo por el cual aumenta la curvatura del cristalino se llama acomodación. Cuando la mirada se dirige a un objeto cercano, el músculo ciliar se contrae y se relaja el ligamento suspensorio del cristalino, permitiendo que este tome una forma más convexa, lo cual aumenta su poder de convergencia.

### Retina

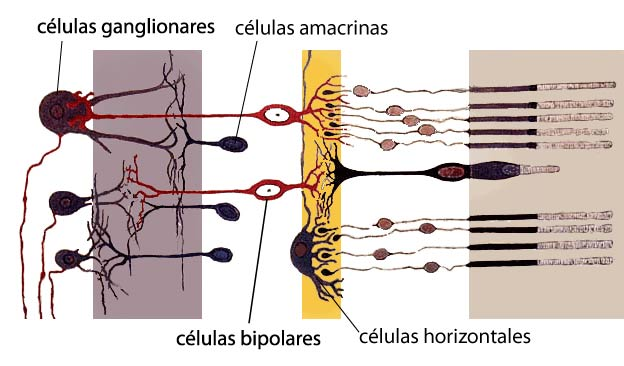
Organización simplificada de la retina (modificación de un dibujo de Santiago Ramón y Cajal). La luz entra por la izquierda y debe atravesar todas las capas celulares hasta llegar a los conos y bastones que se encuentran a la derecha del esquema.

La retina posee diez capas. La luz debe atravesar casi todas estas capas para llegar hasta donde se ubican los conos y los bastones, que son las células especializadas en la recepción de los estímulos visuales y de la transformación de estas señales en impulsos nerviosos que a través del nervio óptico llegaran al cerebro para ser procesados y construir imágenes, formas, colores y movimientos.
La retina posee una compleja red de neuronas. Los conos y los bastones próximos a la coroides establecen sinapsis con las células bipolares y estas con las ganglionares, cuyos axones convergen y salen del ojo para conformar el nervio óptico. El nervio óptico sale del globo ocular en la zona posterior del ojo junto con los vasos retinianos en un punto conocido como papila óptica, en donde no existen receptores visuales, por lo que constituye un punto ciego.
Por el contrario, también existe un punto con mayor agudeza visual localizado cerca del polo posterior del ojo, denominada mácula lútea, de aspecto amarillento, y en la cual se encuentra la fóvea central, que es una pequeña porción de la retina carente de bastones pero con mayor densidad de conos. Al fijar la atención visual en un objeto determinado, la luz del objeto se hace incidir sobre la fóvea, que es lugar de la retina con máxima sensibilidad.

### Células receptoras

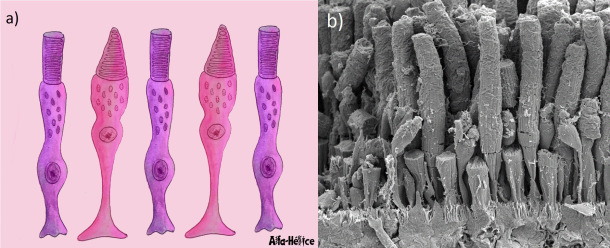
Conos y bastones.

Las células receptoras son los conos y los bastones. Los conos se relacionan con la visión en colores y la visión diurna, y los bastones con la visión nocturna. En el ojo humano existen más de 120 millones de bastones y cerca de 6 millones de conos.
Cada bastón se divide en un segmento externo y uno interno, el que a su vez posee una región nuclear y una región sináptica.
En el segmento externo se encuentran unos discos que contienen compuestos fotosensibles en sus membranas, que responden a la luz y provocan una serie de reacciones que inician potenciales de acción.

### Compuestos fotosensibles
Los compuestos fotosensibles en la mayoría de los animales y en los humanos se componen de una proteína llamada opsina y de retineno-1, que es un aldehído de la vitamina A1.
La rodopsina es el pigmento fotosensible de los bastones, cuya opsina se llama escotopsina.
La rodopsina capta la luz con una sensibilidad máxima en los 505 nm de longitud de onda. Esta luz incidente hace que la rodopsina cambie su conformación estructural y produce una cascada de reacciones que amplifican la señal y crean un potencial de acción que se desplaza a través de las fibras nerviosas y que el cerebro interpreta como luz.
En los humanos hay tres tipos de conos, que responden con mayor intensidad a la luz con longitudes de onda de 440, 535 y 565 nm. Los tres tipos de conos poseen retineno-1 y una opsina que posee una estructura característica en cada tipo de cono. Luego mediante un proceso similar al de los bastones: los impulsos nerviosos provenientes de la estimulación de estos receptores llegan a la corteza visual, donde se interpretan como una amplia gamma de colores, de tonalidades, de formas y de movimiento.

### Vía neural de la visión

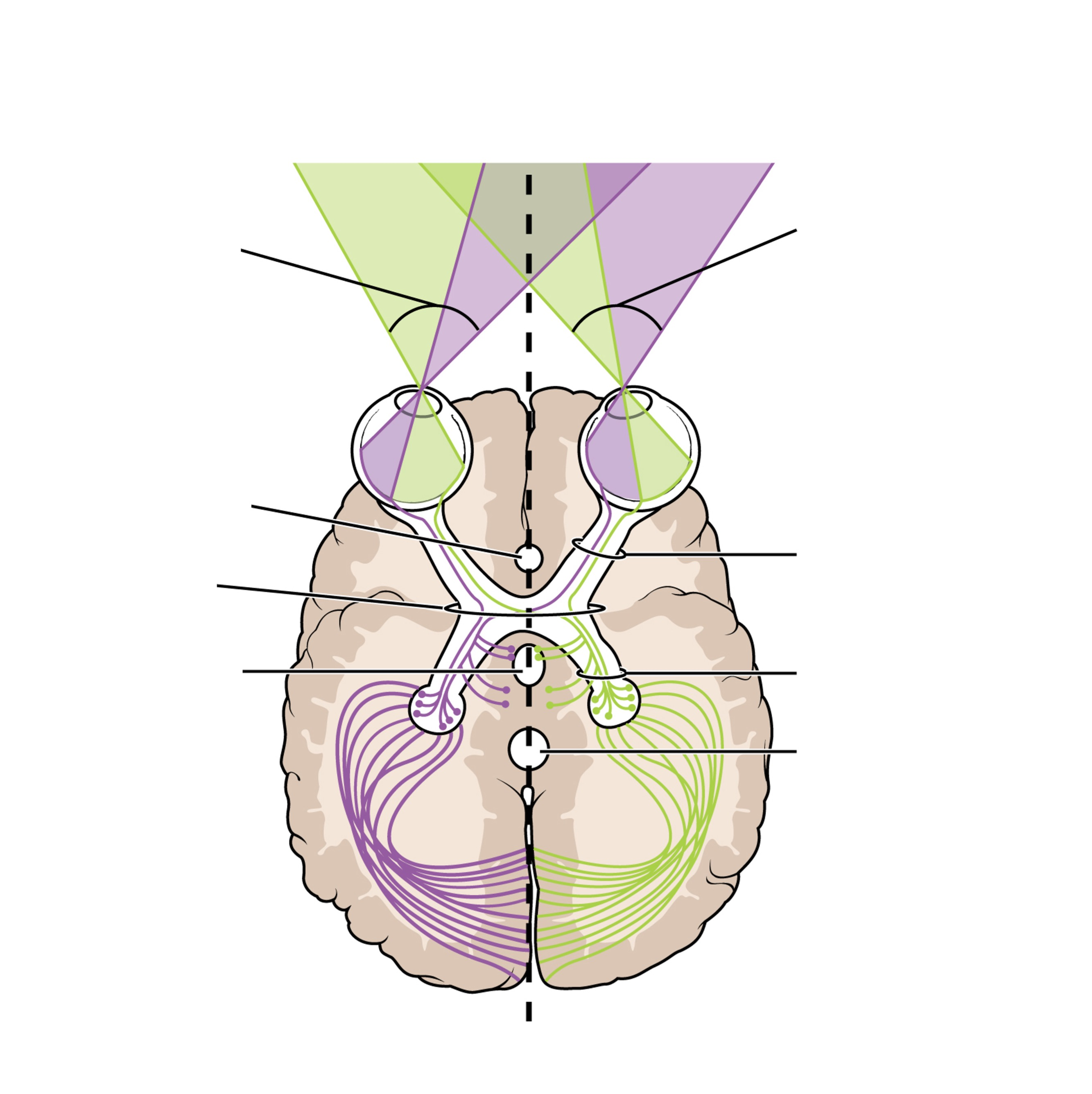
Vista inferior del cerebro en la que se representan los campos visuales y las principales vías neurológicas de la visión.

Tras atravesar la córnea, la luz pasa por un orificio que se encuentra en el centro del iris llamado pupila. Posteriormente atraviesa el cristalino, que es la lente ajustable del ojo humano, para enfocarse sobre la retina, que está cubierta por receptores visuales.

#### Ruta en el interior de la retina
Los mensajes de la retina van de los receptores, que se encuentran en el fondo del ojo, a las células bipolares, que están más cerca del centro. Las células bipolares envían su mensaje a las células ganglionares. Los axones de estas se unen e ingresan en el cerebro. Otras células, llamadas amacrinas, reciben la información proveniente de las bipolares y la envían a otras células bipolares, amacrinas y ganglionares. Diversas clases de células amacrinas refinan los mensajes que van a las ganglionares, lo cual les permite responder específicamente a las formas, a los movimientos y a otras características visuales.

#### Conexiones entre los ojos y el encéfalo

Las flechas señalan la corriente visual dorsal y ventral del cerebro. Ambas parten de la corteza visual primaria situada en el lóbulo occipital.

Los axones de las células ganglionares de la retina se reúnen formando el nervio óptico. Los nervios ópticos surgen cerca del polo posterior del ojo y se dirigen hacia atrás y medialmente. Ambos convergen hacia la base del cerebro, donde se unen en una estructura con forma de X, el quiasma óptico, de donde parten las cintillas ópticas que se dirigen a los núcleos geniculados laterales localizados en la cara posterior del tálamo. Las neuronas del núcleo geniculado lateral envían sus axones mediante las llamadas radiaciones ópticas hasta la corteza visual primaria. Aproximadamente el 25 % de la superficie de la corteza visual se dedica al análisis de la información procedente de la fóvea, que representa una parte pequeña del campo visual. Los circuitos neuronales de la corteza visual combinan información de diferentes procedencias y de esta forma integran información más amplia que la que corresponde al campo receptor de una única célula ganglionar. Desde la corteza visual primaria situada en el lóbulo occipital del cerebro parten la corriente visual ventral, que traslada la información hacia la corteza del lóbulo temporal, y la corriente visual dorsal, que la dirige hacia el lóbulo parietal.

## Visión de colores
El color no es una propiedad de la luz ni de los objetos reflejantes, sino que es una sensación cerebral. Los humanos ven los colores como resultado de la interacción de la luz en el ojo, a través de la estructura ocular de los conos, que detectan la energía de los fotones y trasmiten la sensación al cerebro. La percepción de los colores es subjetiva y depende de los atributos que el cerebro asigna a ciertas longitudes de onda. De esta manera, una longitud de onda de 690 nm se define como color rojo, pero en realidad tanto el rojo como cualquier otro color no existen; solo es real una radiación electromagnética con una longitud de onda determinada.
Los vertebrados primitivos poseían cuatro tipos de conos, frente a los humanos y primates que poseen tres tipos de conos (visión tricromática). La mayor parte de los mamíferos poseen únicamente dos tipos conos; las aves, los reptiles, las tortugas y muchos peces poseen cuatro clases de conos y, por tanto, mejor visión del color que la nuestra. La explicación a este fenómeno está en que los primeros mamíferos que evolucionaron a partir de los reptiles eran criaturas principalmente nocturnas, por lo que la evolución llevó al sistema visual a disminuir la capacidad de distinguir colores en favor de mejorar la agudeza visual en condiciones de escasa luminosidad.

## Ilusiones ópticas

Las dos líneas amarillas son de igual longitud, pero el cerebro interpreta que la de arriba es más larga.

Las ilusiones ópticas son una distorsión de la percepción visual, de tal forma que la realidad aparece diferente a como realmente es. Por lo tanto, las imágenes percibidas difieren de la realidad objetiva. Todas las ilusiones nos engañan transformado la realidad. Las ilusiones ópticas fisiológicas no se deben a ninguna enfermedad visual ni de otro tipo, pues están causadas por la complejidad del ojo, del cerebro, y de las vías nerviosas de transmisión y de procesamiento de las imágenes.

## Alucinaciones visuales
Las alucinaciones visuales consisten en apreciar imágenes que en realidad no existen. Pueden ser alucinaciones simples, como ver puntos luminosos centelleantes, o complejas, en las que se aprecian imágenes más elaboradas como caras o personas en movimiento que en realidad no están presentes. Pueden producirse por diferentes causas; en muchas ocasiones, se deben a algún tipo de lesión que afecta a las vías cerebrales que transmiten la información del ojo al cerebro. Una forma particular es la palinopsia, en la cual persiste la visión de una imagen después de retirarse el objeto del campo visual. Las personas que presentan este síntoma ven de forma reiterada imágenes o escenas que presenciaron horas o días antes.

## Visión en los animales

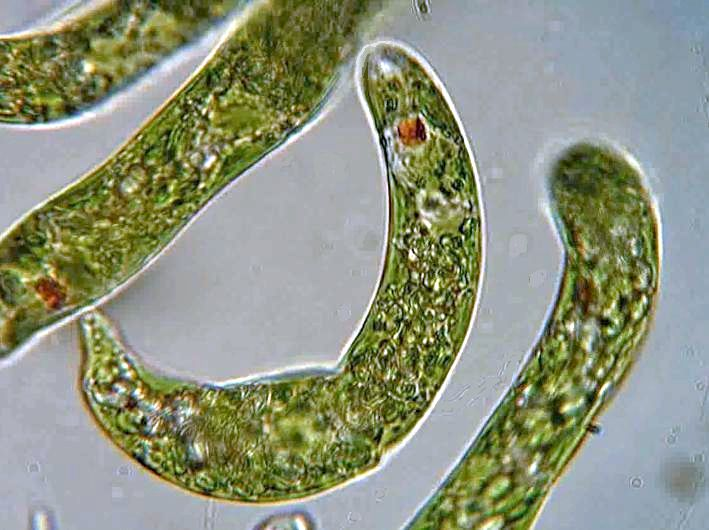
Euglénido en el que es visible la mancha ocular de color rojizo situada cerca de la base del flagelo.

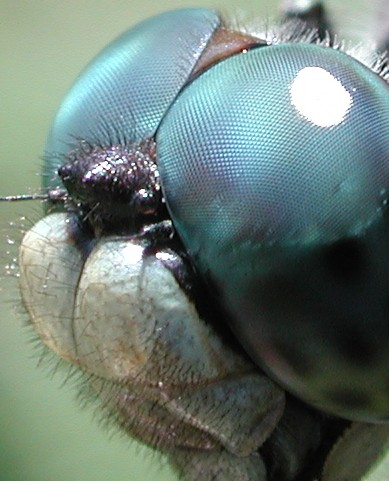
Ojo compuesto de una libélula.

En los seres vivos, la captación de la luz es un elemento universal que les sirve para percibir el medio que les rodea y detectar los contrastes que se producen entre el día y la noche. Por ello, han desarrollado una serie de proteínas, conocidas como fotopigmentos, que tienen la función específica de detectar la luz. Las plantas poseen sensibilidad a la luz; sin embargo, no tienen visión, pues los vegetales son incapaces de detectar estructuras y colores.
En la mayor parte de los animales, la visión es el sentido más importante. Existen diferentes variedades de órganos visuales, desde los más simples que están constituidos únicamente por algunas células sensibles a la luz, a los órganos más complejos, como el ojo que presentan los cefalópodos y los vertebrados. Otro diseño alternativo son los ojos compuestos de los insectos. Todos ellos están condicionados por las cualidades físicas de la luz que son inalterables.
- Organismos unicelulares. Algunos organismos unicelulares flagelados, como los euglénidos, presentan en la base del aparato flagelar un orgánulo llamado mancha ocular que es fotosensible. Tiene la función de detectar la dirección y la intensidad de la luz, lo que le permite a la célula responder dirigiéndose hacia ella o alejándose. Puede considerarse uno de los sistemas biológicos de visión más simples.[13]

- Planarias. En algunos invertebrados, como los gusanos del género Planariidae, el órgano para detectar la luz es muy primitivo y se llama ocelo. Está formado por una capa de células que contienen un pigmento fotosensible. Como el animal dispone de dos, uno a cada lado, es capaz de inferir la dirección de la luz y sincronizar su movimiento para dirigirse hacia zonas en las que existe sombra.[14]

- Insectos. Los ojos de los insectos han desarrollado órganos fotorreceptores que les permiten captar luz e imágenes. Constituyen una excepción algunas especies que se han adaptado a cavernas y a otros hábitats subterráneos y han perdido la capacidad de ver. Básicamente en los insectos se han desarrollado dos sistemas visuales: los ocelos u ojos simples y los ojos compuestos, que están formados por un conjunto de ojos simples u omnatidias. Estos pueden llegar a ser muy complejos: los ojos compuestos de las libélulas, por ejemplo, contienen 30 000 omnatidias cada uno. Los ojos de los insectos son capaces en muchas ocasiones de detectar la polarización de la luz diurna; este fenómeno facilita su orientación, sobre todo en los himenópteros.[15]
- Vertebrados.

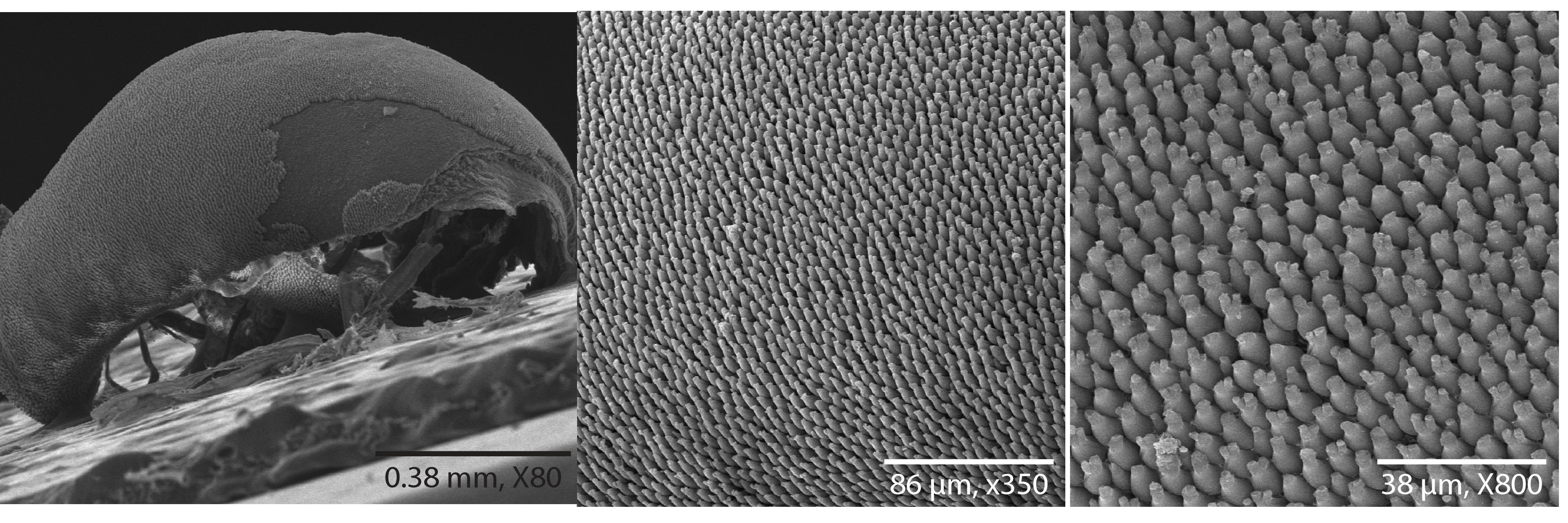
Retina de culebra diurna. Todos son conos.

- - Reptiles. La visión en los reptiles muestra una retina con proporción entre conos y bastones muy variable dependiendo de la especie. Las serpientes de hábito nocturno solamente poseen bastones, ya que habitualmente cazan en condiciones de escasa luminosidad y la percepción del color no es importante. Sin embargo las serpientes de hábito diurno si poseen conos en su retina, por lo que pueden detectar los colores. En la familia de los quelonios hay un predominio de conos, mientras que en los cocodrilos abundan más los bastones.[16]

Cada retina del águila mora tiene dos foveas.

- - Mamíferos. El ojo en los mamíferos sigue las características generales anteriormente descritas para el ojo humano. No obstante, cada grupo de mamíferos tiene algunas adaptaciones específicas. La posición de los ojos se ha adaptado con arreglo a los hábitos del animal y a su forma de alimentación. Por ello, las especies carnívoras como los felinos tienen los ojos situados en posición frontal para obtener una mejor visión binocular que les ayuda en el cálculo de distancias para atrapar a sus presas; sin embargo, los herbívoros y otras especies que sirven como presa han lateralizado la posición de los ojos para ampliar el campo visual y detectar con más facilidad a los depredadores.[18]
  - Aves. La visión de las aves tiene varias adaptaciones especiales respecto a la de los mamíferos. El tamaño del ojo es proporcionalmente más grande y la acomodación tiene lugar mediante un doble mecanismo que permite cambiar la curvatura de la córnea y la del cristalino. La retina de las aves es muy rica en células fotorreceptoras, lo que hace suponer que la visión es excelente, y en algunas especies existen dos fóveas, una central y otra más periférica, como ocurre en los halcones, en las águilas y en los vencejos.[19] La mayor parte de las aves son tetracromáticas y poseen conos sensibles al ultravioleta, al rojo, al verde y al azul.[20] Las palomas son pentacromáticas, mientras que los seres humanos son tricromáticos, pues solo poseen tres tipos de conos.